# Marian Piotr Rawinis
Marian Piotr Rawinis, M. P. Rawinis (ur. 7 grudnia 1953 w Popiołach, zm. 1 lutego 2021 w Pobłędziu) – polski pisarz i dziennikarz. Autor cyklu historyczno-obyczajowego Saga rodu z Lipowej.

## Życiorys
W 1973 ukończył II Liceum Ogólnokształcące w Białymstoku. Edukację kontynuował w Studium Bibliotekarskim w Jarocinie, a następnie na Uniwersytecie Śląskim. Od 1975 mieszkał w Częstochowie, gdzie pracował w Wojewódzkiej i Miejskiej Bibliotece Publicznej, m.in. jako specjalista do spraw zbiorów specjalnych.
Działał w opozycji demokratycznej, współpracował z prasą podziemną. W marcu 1982 został internowany i skazany przez sąd Śląskiego Okręgu Wojskowego w Katowicach na 4 lata pozbawienia wolności i 2 lata pozbawienia praw publicznych za działalność dziennikarską. Spędził w więzieniu ponad rok, przede wszystkim w Zakładzie Karnym nr 1 we Wrocławiu, skąd wyszedł na mocy ułaskawienia Rady Państwa. W 1989 pełnił funkcję rzecznika prasowego Regionu Częstochowskiego NSZZ „Solidarności”.
Był współzałożycielem pierwszej niezależnej gazety w regionie częstochowskim: Dziennik Częstochowski 24 Godziny oraz jej redaktorem naczelnym do 1992. Następnie, w latach 1993-2003, pracował w PAP jako częstochowski korespondent. Współpracował także z TVP Katowice. Publikował w Gazecie Wyborczej, Dzienniku Polskim i innych periodykach.
W 1996 został redaktorem naczelnym częstochowskiego pisma kulturalnego „Aleje 3”. Odszedł z tego stanowiska w 1997, ale w 2004 objął je ponownie. W 2006 został odznaczony Nagrodą Prezydenta Miasta Częstochowy w Dziedzinie Kultury. Nosi również tytuł Zasłużonego Działacza Kultury, przyznany przez ministra kultury w 2000. W 2010 odszedł ze stanowiska redaktora pisma "Aleje 3", aby poświęcić się całkowicie pisarstwu. Wyprowadził się wraz z żoną z Częstochowy na Mazury, gdzie zamieszkał w Pobłędziu.
Został pochowany 18 lutego 2021 na Cmentarzu Komunalnym w Częstochowie - kwatera U1, rząd III, grób 10.

## Twórczość[8]
M.P. Rawinis pierwszą powieść przygodową napisał pod koniec szkoły podstawowej. W latach 80. publikował powieści kryminalne i sensacyjne, m.in. we współpracy z Januszem Taranienką jako Peter Janees. Później również sięgał do tej formy, chociaż jego główną dziedziną twórczości jest powieść historyczno-obyczajowa. Dużą popularnością cieszyła się Saga rodu z Lipowej. W 2011 zaczęła się ukazywać kolejna saga, publikowana pod pseudonimem Piotr Kukliński - Dworek pod malwami.

### Powieści kryminalne
- Facet z Beauty Falls, Białystok 1987 (jako Peter Janees) - stylizacja na amerykański czarny kryminał.
- Martwa natura z księżycem, Warszawa 2006 - powieść rozgrywająca się we współczesnej Częstochowie; II nagroda w konkursie Wydawnictwa Rzeczpospolita SA i magazynu "Detektyw" na współczesną powieść kryminalną[10].
- Inne kryminały, publikowane pod różnymi pseudonimami.

### Saga rodu z Lipowej
Cykl historyczno-obyczajowy, którego akcja rozgrywa się na przełomie XIV i XV wieku. Opowiada wielopokoleniową historię rodu rycerskiego z terenów położonych niedaleko Częstochowy.
Pierwsze wydanie, nakładem wydawnictwa Pol-Nordica, z lat 2001-2003, liczyło 16 tomów. W 2010 wydawnictwo "Pi" opublikowało drugie wydanie, w którym każdy z oryginalnych tomów został podzielony na pół, a ponadto autor dopisał cztery dodatkowe, co daje łącznie 36 tomów.

#### Wykaz tomów[a]
1. Miłość i wróżby, 2001
1. Miłość i wróżby
2. Miecz Maramy
2. Spadkobiercy, 2001
3. Spadkobiercy
4. Synowie i bastardzi
3. Ścieżki zła, 2001
5. Ścieżki zła
6. Ojciec
4. Za głosem serca, 2001
7. Za głosem serca
8. Wina i kara
5. Porwanie, 2001
9. Porwanie
10. Cień czarnej wdowy
6. Odina, 2001
11. Złota kałuża
12. Odina
7. Wiedźma z Biskupic, 2002
13. Śmierć wilka
14. Wiedźma z Biskupic
8. Roksana, 2002
15. Roksana
16. Cień sułtana
9. Tęsknota, 2002
17. Krzyżowcy
18. Tęsknota
10. Zuchwała intryga, 2002
19. Zdmuchnięta świeca
20. Zuchwała intryga
11. Nieoczekiwany powrót, 2002
21. Moc przeciw mocy
22. Nieoczekiwany powrót
12. Cichy ślub, 2002
23. Choroba miłości
24. Cichy ślub
13. Córka diabła, 2002
25. Córka diabła
26. Srebrnorogi
14. Złota róża, 2003
27. Kochankowie
28. Złota róża
15. Krwawa zemsta, 2003
29. Dom schadzek
30. Krwawa zemsta
16. Panna wodna, 2003
31. Próba wierności
32. Panna wodna

- Tomy dopisane przez autora w wydaniu z 2010 r.:

33. Mateusz
34. Milena
35. Zamężna wdowa
36. Serbente

### Dworek pod malwami
Saga publikowana pod nazwiskiem Piotr Kukliński. Akcja sagi rozpoczyna się w 1909 r. Dotyczy ona dziejów rodziny szlacheckiej z okolic podlaskiego Zabłudowa (tytuł roboczy sagi, spotykany we wczesnych materiałach promocyjnych, brzmiał Dwór na Podlasiu). Saga zaczęła się ukazywać w styczniu 2011 (kolejne tomiki co tydzień) i jej wielkość jest planowana na 52 tomy. Opiera się częściowo na historii dziadka autora ze strony matki.

### Inne publikacje
Częstochowa na starej fotografii, Częstochowa 1994 - współpraca z Andrzejem Zembikiem i Jackiem Swatonem - album przedstawiający fotografie Częstochowy z I połowy XX w. M.P. Rawinis napisał teksty wprowadzające do poszczególnych rozdziałów.
Kto jest kim w Częstochowskiem 1998, Częstochowa 1998 - wydany własnym sumptem leksykon zawierający ponad 600 biogramów osób związanych z regionem częstochowskim.
Dla ciebie księżyc, Otwock 2003 - opowiadanie obyczajowe, którego akcja rozgrywa się w Kruszynianach.
Misja dla dwojga, Otwock 2003 - powieść obyczajowa z elementami sensacyjnymi, osadzona w realiach współczesnej Polski północno-wschodniej.
Samorządowy Oskar. Nagroda im. Grzegorza Palki, Częstochowa 2007 (redaktor) - zestawienie biogramów laureatów Nagrody im. Grzegorza Palki z okazji jej 10-lecia.
Oprócz publikacji książkowych, M.P. Rawinis jest także autorem krótszych form, publikowanych na łamach "Alej 3" oraz innych czasopism, jak również słuchowisk radiowych i scenariuszy filmowych, m.in. do filmu promocyjnego Spacer po Częstochowie z udziałem Piotra Machalicy.